# Коржынколь (Павлодарская область)
Коржынколь (каз. Қоржынкөл; до 2023 года — Трофимовка) — село в Теренкольском районе Павлодарской области Казахстана. Административный центр Жанакурлысского сельского округа. Код КАТО — 554847100.

## География
Расположено в 188 км к северу от областного центра Павлодара и в 84 км к северо-востоку от районного центра Теренколя.

## История
Сначала находилось в Фёдоровской волости, с 1923 года — в Песчанской волости, с 1928 году — в Максимо-Горьковском районе, с 1963 года — в Теренкольском районе. Трофимовка — бывшая центральная усадьба бывшего животноводческого совхоза «Трофимовский», созданного в 1957 году на базе колхозов «Большевик» (Пахомовка), «Искра» (Покровка), имени Тельмана (Карабура), имени Сталина (Тегистик) и Трофимовской МТС.

## Население
Население села в 1985 году составляло 1697 человек, в 1999 году — 1007 человек (485 мужчин и 522 женщины). По данным переписи 2009 года в селе проживало 548 человек (285 мужчин и 263 женщины).